# Somogyaszaló, Somogy
Somogyaszaló  este un sat în districtul Kaposvár, județul Somogy, Ungaria, având o populație de 770 de locuitori (2011). 

## Demografie
Componența etnică a satului Somogyaszaló
     Maghiari (91,5%)
     Romi (3,85%)
     Germani (2,66%)
     Necunoscut (1,99%)
     Alții (1,99%)
Componența confesională a satului Somogyaszaló
     Romano-catolici (40,91%)
     Fără religie (18,44%)
     Reformați (14,55%)
     Luterani (2,47%)
     Necunoscută (23,12%)
     Atei (0,52%)
     Alte religii (1,17%)
Conform recensământului din 2011, satul Somogyaszaló avea 770 de locuitori. Din punct de vedere etnic, majoritatea locuitorilor (91,5%) erau maghiari, existând și minorități de romi (3,85%) și germani (2,66%). Apartenența etnică nu este cunoscută în cazul a 1,99% din locuitori. Nu există o religie majoritară, locuitorii fiind romano-catolici (40,91%), persoane fără religie (18,44%), reformați (14,55%) și luterani (2,47%). Pentru 23,12% din locuitori nu este cunoscută apartenența confesională.